# Clubiona maritima
Clubiona maritima là một loài nhện trong họ Clubionidae.
Loài này thuộc chi Clubiona. Clubiona maritima được Ludwig Carl Christian Koch miêu tả năm 1867.